# Jean-Christophe Vergerolle
Jean-Christophe Vergerolle, dit « JC », est un footballeur français né le 12 juillet 1985 à Paris (Île-de-France).

## Biographie
Issu du centre de formation du Racing Club de Strasbourg, il réussit en 2006-2007 à devenir un joueur essentiel du groupe. Il jouera au total 18 matches. L'année suivante, il rejoint l'EA Guingamp. Malgré une année 2008-2009 comme titulaire et une grande cote d'amour auprès des supporters, Jean-Christophe est libéré de sa dernière année de contrat. Il effectue fin juin 2009 un essai au TSV Munich 1860 (D2 allemande) mais sans succès.
En juillet 2009, il signe à l'Athlétic Club Arles-Avignon, club promu en Ligue 2, et participe activement à la montée en Ligue 1 (25 matches comme titulaire) mais il n'est pas conservé à l'issue de son contrat.
À la suite d'un test au Royal Charleroi Sporting Club, club qui vient de chuter en Championnat de Belgique de football D2, Vergerolle y signe un contrat de deux ans, plus une année en option. En janvier 2013, il est prêté au FC Brussels, qui lutte pour son maintien en deuxième division.

## Carrière
| Saison    | Division   | Club                          | Matchs | Buts |
| --------- | ---------- | ----------------------------- | ------ | ---- |
| 2005-2006 | Ligue 1    | RC Strasbourg                 | 1      | 0    |
| 2006-2007 | Ligue 2    | RC Strasbourg                 | 18     | 0    |
| 2007-2008 | Ligue 2    | EA Guingamp                   | 12     | 0    |
| 2008-2009 | Ligue 2    | EA Guingamp                   | 32     | 0    |
| 2009-2010 | Ligue 2    | Athlétic Club Arles-Avignon   | 25     | 0    |
| 2011-2012 | Division 2 | Royal Charleroi Sporting Club | 13     | 1    |
| 2012-2013 | Division 2 | FC Brussels                   | 10     | 0    |
| 2014-2015 | Division 2 | RAEC Mons                     | 27     | 1    |
| 2015-2016 | Division 2 | KMSK Deinze                   | 12     | 0    |
| 2016-2017 | Division 2 | Royal White Star Brussel      | 11     |      |
| 2019-2020 | National 3 | FC Saint-Louis Neuweg         | 12     |      |
| 2020-2021 | National 3 | ASC Biesheim                  |        |      |

## Palmarès
- Finaliste de la Coupe Gambardella en 2003 avec Racing Club de Strasbourg Alsace
- Vainqueur de la Coupe de France en 2009 avec En Avant de Guingamp
- Vainqueur du Championnat de Belgique de football D2 2011-2012 en 2011 avec Royal Charleroi Sporting Club